# 第三次约瑟夫·霍普内阁
第三次约瑟夫·霍普内阁是列支敦士登的政府内阁，存在于1938年3月30日至1944年11月9日。该内阁由弗朗茨·约瑟夫二世下令组建，其领导者为约瑟夫·霍普。这一内阁组建于1938年德奥合并之后，在1944年结束之前渡过了第二次世界大战的绝大部分时间。

## 历史
1938年3月德奥合并后，弗朗茨一世任命他的侄孙弗朗茨·约瑟夫为摄政王。此时在弗朗茨·约瑟夫二世的监督下进步公民党和爱国联盟组成联合政府，以防止政治僵局并帮助维护列支敦士登的中立。自此第三次约瑟夫·霍普内阁取代了第二次约瑟夫·霍普内阁，约瑟夫·霍普则继续担任首相一职。
从1938年开始，本届内阁面临着将埃尔山转让给瑞士的压力。尽管霍普支持转让，但他同时也主张本国应该得到公平的补偿，例如将瑞士的其他领土转让给本国或加强两国之间的银行合作。不过由于该提议遭到了埃尔山居民的抵制，因此未得到弗朗茨·约瑟夫二世的批准。此外由于面临着纳粹德国非官方的施压，霍普被迫终止了与瑞士的谈判。
由于受到纳粹德国的威胁，1939年列支敦士登大选并未公开进行，这次没有进行投票选举被称为“静默选举”。在此次“选举”中，进步公民党和爱国联盟分配到了大致相同的席位，阻止了纳粹主义组织德意志民族运动在议会中取得席位。因此霍普内阁由两党的多名成员组成。1939年3月，德意志民族运动试图发动政变，他们计划首先试图通过焚烧纳粹标志来挑起纳粹德国的干预，随后宣布将列支敦士登并入德国。不过政变领导者几乎立即被捕，计划中的德国入侵未能实现。
第二次世界大战期间，列支敦士登始终保持着中立。霍普政府认为对纳粹德国采取不具约束力且不具挑衅性的外交政策，同时注重礼节姿态是适当的做法。在1940年于斯图加特的一次演讲中，霍普表达了对德国军队的尊重。与此同时，该国在战争期间尽可能与瑞士保持紧密联系，以维持该国的中立性。实际上，列支敦士登已经并入了瑞士的国家供应体系。
该内阁于1944年11月9日应弗朗茨·约瑟夫二世的请求解散，之后由第四次约瑟夫·霍普内阁接替该内阁。

## 内阁成员
|          | 图片 | 姓名                 | 任期                        | 党派       |      |
| 首相     | 首相 | 首相                 | 首相                        | 首相       | 首相 |
| -------- | ---- | -------------------- | --------------------------- | ---------- | ---- |
|          |      | 约瑟夫·霍普          | 1938年3月30日–1944年11月9日 | 进步公民党 |      |
| 副首相   |      |                      |                             |            |      |
|          |      | 阿洛伊斯·福格特      | 1938年3月30日–1944年11月9日 | 爱国联盟   |      |
| 政府委员 |      |                      |                             |            |      |
|          |      | 安东·弗罗梅          | 1938年3月30日–1944年11月9日 | 进步公民党 |      |
|          |      | 阿诺尔德·霍普        | 1938年3月30日–1944年11月9日 | 爱国联盟   |      |
|          |      | 约翰·格奥尔格·哈斯勒 | 1941年8月13日–1944年11月9日 | 爱国联盟   |      |